# Pagadebit di Romagna
Il Pagadebit di Romagna è un vitigno a bacca bianca coltivato nelle province di Forlì-Cesena, Ravenna e Rimini. 
Il nome curioso, che in dialetto romagnolo significa "paga debiti", deriva dal nome locale dato al vitigno Bombino Bianco, concorrente almeno per l'85% nella formazione del suo uvaggio, che ha particolari caratteristiche di resistenza alle avversità climatiche. In questo modo il contadino, anche nelle annate peggiori, produceva comunque del vino utilizzabile per pagare i debiti contratti nell'annata precedente. Per questo motivo un altro nomignolo dato al vitigno è Straccia Cambiale.
Nel 1989 ha ottenuto la DOC Pagadebit di Romagna e comprende le tipologie:
- Pagadebit di Romagna amabile
- Pagadebit di Romagna secco
- Pagadebit di Romagna Bertinoro amabile
- Pagadebit di Romagna Bertinoro secco